# Alexander Sergejewitsch Jakuschew
Alexander Sergejewitsch Jakuschew (russisch Александр Сергеевич Якушев; * 2. Januar 1947 in Balaschicha, Russische SFSR) ist ein ehemaliger russisch-sowjetischer Eishockeyspieler und -trainer.

## Karriere
Alexander Jakuschew wurde am 2. Januar 1947 in Balaschicha im Oblast Moskau geboren, da es in seiner Heimatstadt Reutow damals keine Geburtsklinik gab. Zunächst begeisterte sich Jakuschew für Fußball und spielte im Werksteam des metallurgischen Werks «Hammer und Sichel» in Moskau, in dem beide seiner Eltern arbeiteten. Später begann er, den noch jungen Eishockeysport auszuprobieren und wurde schließlich vom Jugendtrainer von Spartak Moskau gesichtet und in dessen Team geholt. Im Alter von 14 Jahren schaffte er es in die Jugendmannschaft des Klubs und gewann mit dieser zweimal die sowjetische Meisterschaft seiner Altersklasse.
Im April 1964 kam Jakuschew zu seinem Debüt in der damaligen Klass A, da Boris Majorow kurzfristig erkrankte und Wsewolod Bobrow den damals 17-jährigen Jakuschew als Ersatz nominierte. Insgesamt absolvierte er bis Saisonende fünf Saisonspiele. Sein Talent blieb auch den Nationaltrainern nicht verborgen, so dass er Ende 1964 in die Juniorennationalmannschaft aufgenommen wurde. Mit dieser reiste er unter anderem in die USA. Nikolai Epstein, der damals die sowjetische B-Nationalmannschaft trainierte, lud Jakuschew zur B-Nationalmannschaft ein und absolvierte mit dieser einige Spiele gegen US-amerikanische und kanadische Mannschaften.
Bei Spartak bildete er mit Wladimir Schadrin und Alexander Martynjuk eine sehr torgefährliche Angriffsreihe, die sich Ende der 1960er und Anfang der 1970er Jahre regelmäßig in den Topscorerlisten der sowjetischen Liga wiederfand. Gewann Spartak 1966 noch die Vizemeisterschaft, erreichte die Mannschaft ein Jahr später den Gewinn der sowjetischen Meisterschaft. Diesen Erfolg konnte die Mannschaft 1969 und 1976 wiederholen. Zudem gewann er 1970 und 1971 mit Spartak den sowjetischen Pokalwettbewerb.
Zum Ende seiner Karriere erhielt Jakuschew die Erlaubnis, ins westeuropäische Ausland zu wechseln und spielte zwischen 1980 und 1983, wie zuvor schon sein Reihenkollege Martynjuk,  beim Kapfenberger SV, ehe er seine Karriere beendete. Insgesamt erzielte er 339 Tore in 568 Spielen in der Wysschaja Liga respektive Klass A.

### International
1965 wurde Jakuschew erstmals in die sowjetischen Nationalmannschaft berufen und absolvierte 1967 seine erste Eishockey-Weltmeisterschaft, bei der er auf Anhieb Welt- und Europameister wurde. Bei der Weltmeisterschaft 1970 etablierte er sich in der Nationalmannschaft und erreichte in 6 Partien 9 Scorerpunkte. Anschließend wurde er als Verdienter Meister des Sports der UdSSR ausgezeichnet.
Bis 1979 spielte er für die Nationalauswahl, nahm an zwei Olympischen Winterspielen und an insgesamt 10 Welt- und Europameisterschaften teil. Bei den Olympischen Spielen in Sapporo und 1976 gewann er mit der Sbornaja jeweils die Goldmedaille, zudem gewann er insgesamt sieben Gold-, zwei Silber- und eine Bronzemedaille bei Weltmeisterschaften. Bei der Weltmeisterschaft 1975 war er Topscorer des Turniers, wurde als bester Stürmer ausgezeichnet und in das All-Star-Team des Turniers berufen.
In Nordamerika ist er vor allem als herausragender Spieler der Summit Series 1972 bekannt. Wenngleich er im Schatten des überragenden Teamkollegen Waleri Charlamow stand, erzielte er insgesamt 7 Tore und 4 Assists (11 Scorerpunkte) und war damit Topscorer der Sbornaja. Zudem wurde er in vier der acht Partien als bester Spieler des sowjetischen Teams ausgezeichnet.

### Als Trainer
In seinem letzten Jahr beim Kapfenberger SV agierte Jakuschew als Spielertrainer. Nachdem er sich als aktiver Spieler vom Eishockey zurückgezogen hatte, trainierte er zwischen 1983 und 1993 Spartak Moskau, zunächst als Assistenztrainer und ab 1989 als Cheftrainer. Es folgte eine Saison als Cheftrainer des EK Zell am See und zweieinhalb Saisons in gleicher Position beim HC Ambrì-Piotta.
Zwischen 1998 und 2000 betreute er erneut als Cheftrainer Spartak Moskau und parallel dazu ab etwa 1999 die russische Nationalmannschaft. Zwischen 2002 und 2004 gehörte er erneut dem erweiterten Trainerstab der Nationalmannschaft an. In der Saison 2009/10 übernahm er das Traineramt bei Witjas Tschechow. 2011 und 2014 betreute er die russische U20-Nationalmannschaft bei den jeweiligen Weltmeisterschaften als Team-Manager.
2003 wurde er mit der Aufnahme in die IIHF Hall of Fame geehrt. Im Jahre 2018 folgte die Wahl in die Hockey Hall of Fame.

## Erfolge und Auszeichnungen
- 1967 Sowjetischer Meister mit Spartak Moskau
- 1969 Sowjetischer Meister mit Spartak Moskau
- 1970 Sowjetischer Pokalsieger
- 1971 Sowjetischer Pokalsieger
- 1973 Sowjetischer Vizemeister mit Spartak Moskau
- 1976 Sowjetischer Meister mit Spartak Moskau

### International
| - 1967 Goldmedaille bei der Weltmeisterschaft - 1969 Goldmedaille bei der Weltmeisterschaft - 1970 Goldmedaille bei der Weltmeisterschaft - 1972 Goldmedaille bei den Olympischen Winterspielen - 1972 Silbermedaille bei der Weltmeisterschaft - 1973 Goldmedaille bei der Weltmeisterschaft - 1974 Goldmedaille bei der Weltmeisterschaft - 1974 All-Star-Team bei der Weltmeisterschaft | - 1975 Goldmedaille bei der Weltmeisterschaft - 1975 Bester Stürmer, Bester Torschütze (11) und All-Star-Team der Weltmeisterschaft - 1976 Goldmedaille bei den Olympischen Winterspielen - 1976 Silbermedaille bei der Weltmeisterschaft - 1977 Bronzemedaille bei der Weltmeisterschaft - 1979 Goldmedaille bei der Weltmeisterschaft |

### Orden und Ehrungen
- 1970 Verdienter Meister des Sports der UdSSR
- 1972 Ehrenzeichen der Sowjetunion
- 1975 Orden des Roten Banners der Arbeit
- 1979 Ehrenzeichen der Sowjetunion
- 1995 Verdienstorden für das Vaterland IV. Klasse
- 2003 Aufnahme in die IIHF Hall of Fame
- 2011 Orden der Ehre
- 2018 Aufnahme in die Hockey Hall of Fame

## Karrierestatistik

### International
(Legende zur Spielerstatistik: Sp oder GP = absolvierte Spiele; T oder G = erzielte Tore; V oder A = erzielte Assists; Pkt oder Pts = erzielte Scorerpunkte; SM oder PIM = erhaltene Strafminuten; +/− = Plus/Minus-Bilanz; PP = erzielte Überzahltore; SH = erzielte Unterzahltore; GW = erzielte Siegtore; 1 Play-downs/Relegation; Kursiv: Statistik nicht vollständig); Quelle: 1972summitseries.com